# Saison 2011-2012 du Borussia Dortmund
Maillots
Chronologie
Saison suivante

## Saison
La saison 2011-2012 du Borussia Dortmund commence par une défaite en Supercoupe d'Allemagne contre le rival de Schalke. Néanmoins, les Borussen terminent premier du championnat et réalise le doublé Championnat-Coupe avec une victoire en finale face au Bayern.

## Statistiques

### Classement en championnat
Le classement est établi sur le barème de points classique (victoire à 3 points, match nul à 1, défaite à 0).
Pour départager les égalités, on tient d'abord compte de la différence de buts générale, puis du nombre de buts marqués, puis des confrontations directes et enfin si la qualification ou la relégation est en jeu, les deux équipes jouent une rencontre d'appui sur terrain neutre.
mis à jour le 5 juin 2015
| Rang | Équipe                   | Pts | J  | G  | N  | P  | Bp | Bc | Diff |
| ---- | ------------------------ | --- | -- | -- | -- | -- | -- | -- | ---- |
| 1    | Borussia Dortmund T C    | 81  | 34 | 25 | 6  | 3  | 80 | 25 | +55  |
| 2    | Bayern Munich            | 73  | 34 | 23 | 4  | 7  | 77 | 22 | +55  |
| 3    | Schalke 04               | 64  | 34 | 20 | 4  | 10 | 74 | 44 | +30  |
| 4    | Borussia Mönchengladbach | 60  | 34 | 17 | 9  | 8  | 49 | 24 | +25  |
| 5    | Bayer Leverkusen         | 54  | 34 | 15 | 9  | 10 | 52 | 44 | +8   |
| 6    | VfB Stuttgart            | 53  | 34 | 15 | 8  | 11 | 63 | 46 | +17  |
| 7    | Hanovre 96               | 48  | 34 | 12 | 12 | 10 | 41 | 45 | -4   |
| 8    | VfL Wolfsburg            | 44  | 34 | 13 | 5  | 16 | 47 | 60 | -13  |
| 9    | Werder Brême             | 42  | 34 | 11 | 9  | 14 | 49 | 58 | -9   |
| 10   | FC Nuremberg             | 42  | 34 | 12 | 6  | 16 | 38 | 49 | -11  |
| 11   | TSG 1899 Hoffenheim      | 41  | 34 | 10 | 11 | 13 | 41 | 47 | -6   |
| 12   | SC Fribourg              | 40  | 34 | 10 | 10 | 14 | 45 | 61 | -16  |
| 13   | FSV Mayence              | 39  | 34 | 9  | 12 | 13 | 47 | 51 | -4   |
| 14   | FC Augsburg P            | 38  | 34 | 8  | 14 | 12 | 36 | 49 | -13  |
| 15   | Hambourg SV              | 36  | 34 | 8  | 12 | 14 | 35 | 57 | -22  |
| 16   | Hertha BSC Berlin P      | 31  | 34 | 7  | 10 | 17 | 38 | 64 | -26  |
| 17   | FC Cologne               | 30  | 34 | 8  | 6  | 20 | 39 | 75 | -36  |
| 18   | FC Kaiserslautern        | 23  | 34 | 4  | 11 | 19 | 24 | 54 | -30  |

Qualifications européennes
Ligue des champions 2012-2013
- 1er, 2e et 3e : phase de groupes
- 4e : tour de barrages pour non-champions

Ligue Europa 2012-2013
- 5e  : phase de groupes
- 6e  : tour de barrages
- 7e : 3e tour de qualification

Relégation
- 16e  : barrages de relégation en 2. Bundesliga
- 17e et 18e : relégation en 2. Bundesliga

Abréviations
T : Tenant du titre

C : Vainqueur de la DFB Pokal 2011-2012

P : Promus de 2. Bundesliga

### Parcours en compétition européenne
| Rang | Équipe                 | Pts | J | G | N | P | Bp | Bc | Diff |  | Résultats (▼ dom., ► ext.) |     |     |     |     |
| ---- | ---------------------- | --- | - | - | - | - | -- | -- | ---- |  | -------------------------- | --- | --- | --- | --- |
| 1    | Arsenal                | 11  | 6 | 3 | 2 | 1 | 7  | 6  | +1   |  | Arsenal                    |     | 0-0 | 2-1 | 2-1 |
| 2    | Olympique de Marseille | 10  | 6 | 3 | 1 | 2 | 7  | 4  | +3   |  | Olympique de Marseille     | 0-1 |     | 0-1 | 3-0 |
| 3    | Olympiakos             | 9   | 6 | 3 | 0 | 3 | 8  | 6  | +2   |  | Olympiakos                 | 3-1 | 0-1 |     | 3-1 |
| 4    | Borussia Dortmund      | 4   | 6 | 1 | 1 | 4 | 6  | 12 | -6   |  | Borussia Dortmund          | 1-1 | 2-3 | 1-0 |     |

## Transfert

### Été

#### Arrivées
| Poste | Joueur          | En provenance de       | Montant        | Date           | Source |
| ----- | --------------- | ---------------------- | -------------- | -------------- | ------ |
| DEF   | Julian Koch     | MSV Duisburg           | Retour de prêt | Été            |        |
| MIL   | Moritz Leitner  | FC Augsburg            | Retour de prêt | Été            |        |
| MIL   | Ivan Perišić    | Club Bruges            |                | Printemps 2011 | [ 2 ]  |
| MIL   | İlkay Gündoğan  | FC Nuremberg           |                | Printemps 2011 | [ 3 ]  |
| DEF   | Chris Löwe      | Chemnitzer FC          |                | Printemps 2011 | [ 4 ]  |
| MIL   | Marvin Bakalorz | Borussia Dortmund II   |                |                |        |
| MIL   | Mustafa Amini   | Central Coast Mariners |                | Été 2011       | [ 5 ]  |

#### Départs
| Poste | Joueur            | Destination            | Montant | Date           | Source |
| ----- | ----------------- | ---------------------- | ------- | -------------- | ------ |
| DEF   | Lasse Sobiech     | FC Sankt Pauli         | Prêt    | Été            |        |
| MIL   | Nuri Şahin        | Real Madrid            |         | Printemps 2011 | [ 6 ]  |
| ATT   | Dimitar Rangelov  | FC Energie Cottbus     | Prêt    |                |        |
| MIL   | Markus Feulner    | FC Nuremberg           |         |                |        |
| DEF   | Dedê              | Eskişehirspor          |         | Été 2011       | [ 7 ]  |
| ATT   | Daniel Ginczek    | VfL Bochum             |         | Prêt           |        |
| ATT   | Marco Stiepermann | Alemannia Aachen       |         | Prêt           |        |
| MIL   | Mustafa Amini     | Central Coast Mariners |         | Prêt           |        |

### Hiver

#### Départs
| Poste | Joueur           | Destination   | Montant | Date         | Source |
| ----- | ---------------- | ------------- | ------- | ------------ | ------ |
| ATT   | Mohamed Zidan    | FSV Mayence   |         | Février 2012 | [ 8 ]  |
| ATT   | Damien Le Tallec | FC Nantes     |         | Février 2012 | [ 9 ]  |
| ATT   | Marc Hornschuh   | FC Ingolstadt | Prêt    |              |        |